# XXXXVII Corpo Panzer (Alemanha)
O XXXXVII Corpo Panzer foi um Corpo de Campo da Alemanha durante a Segunda Guerra Mundial. Foi formado a partir do XXXXVII Corpo de Exército em Junho de 1942 e participou da Operação Barbarossa lutando em Brest, Minsk, Smolensk e Tula. Recuou para Vytebet em Janeiro de 1942 e lutou na Contra-Ofesiva Alemã em Vesniny. Mais tarde lutou em Zhizdra, Kirov, Lovat e Dubrovka.
Foi transferida para o Setor Sul em Julho de 1943 e recuou para a Moldavia em Abril de 1944 antes de ser enviada para a França em Maio de 1944.
Participou dos pesados combates na Normandia e em seguida em Ardennas antes de recuar até Baixo Reno.

## Comandantes
- General der Artillerie Joachim Lemelsen   (21 Junho 1942 - 14 Outubro 1943)[3]
- General der Panzertruppen Heinrich Eberbach   (14 Outubro 1943 - 22 Outubro 1943)
- General der Artillerie Joachim Lemesen   (22 Outubro 1943 - 4 Novembro 1943)
- Generaloberst Erhard Raus   (4 Novembro 1943 - 25 Novembro 1943)
- General der Infanterie Rudolf von Bünau   (25 Novembro 1943 - 31 Dezembro 1943)
- General der Panzertruppen Nikolaus von Vormann   (31 Dezembro 1943 - 4 Março 1944)
- General der Panzertruppen Hans Freiherr von Funck   (4 Março 1944 - 4 Setembro 1944)
- General der Panzertruppen Heinrich Freiherr von Lüttwitz   (4 Setembro 1944 - 8 Maio 1945)

## Área de operações
- Frente Oriental, Setor Central (Junho 1941 - Julho 1943)[3]
- Frente Oriental, Setor Sul (Julho 1943 - Abril 1944)
- Romênia (Abril 1944 - Maio 1944)
- Normandia & França (Maio 1944 - Dezembro 1944)
- Ardennas (Dezembro 1944 - Fevereiro 1945)
- Lower Rhine (Fevereiro 1945 - Maio 1945)

## Ordem de Batalha
- Arko 447[3]
- Korps-Nachrichten Abteilung 447
- Korps-Nachschub Truppen 447
- Ost-Bataillon 447

## Membros notáveis
Rudolf Bamler (Recebedor da Cruz Alemã em Ouro e no período pós-guerra foi um general no (Nationale Volksarmee) da Republica Democrática Alemã)